# Saint-Maudan
Saint-Maudan è un comune francese di 392 abitanti situato nel dipartimento delle Côtes-d'Armor nella regione della Bretagna.

## Società

### Evoluzione demografica
Abitanti censiti